# Setaria rosengurttii
Setaria rosengurttii är en gräsart som beskrevs av Elisa G. Nicora. Setaria rosengurttii ingår i släktet kolvhirser, och familjen gräs. Inga underarter finns listade i Catalogue of Life.